# Santa Maria de Montsant

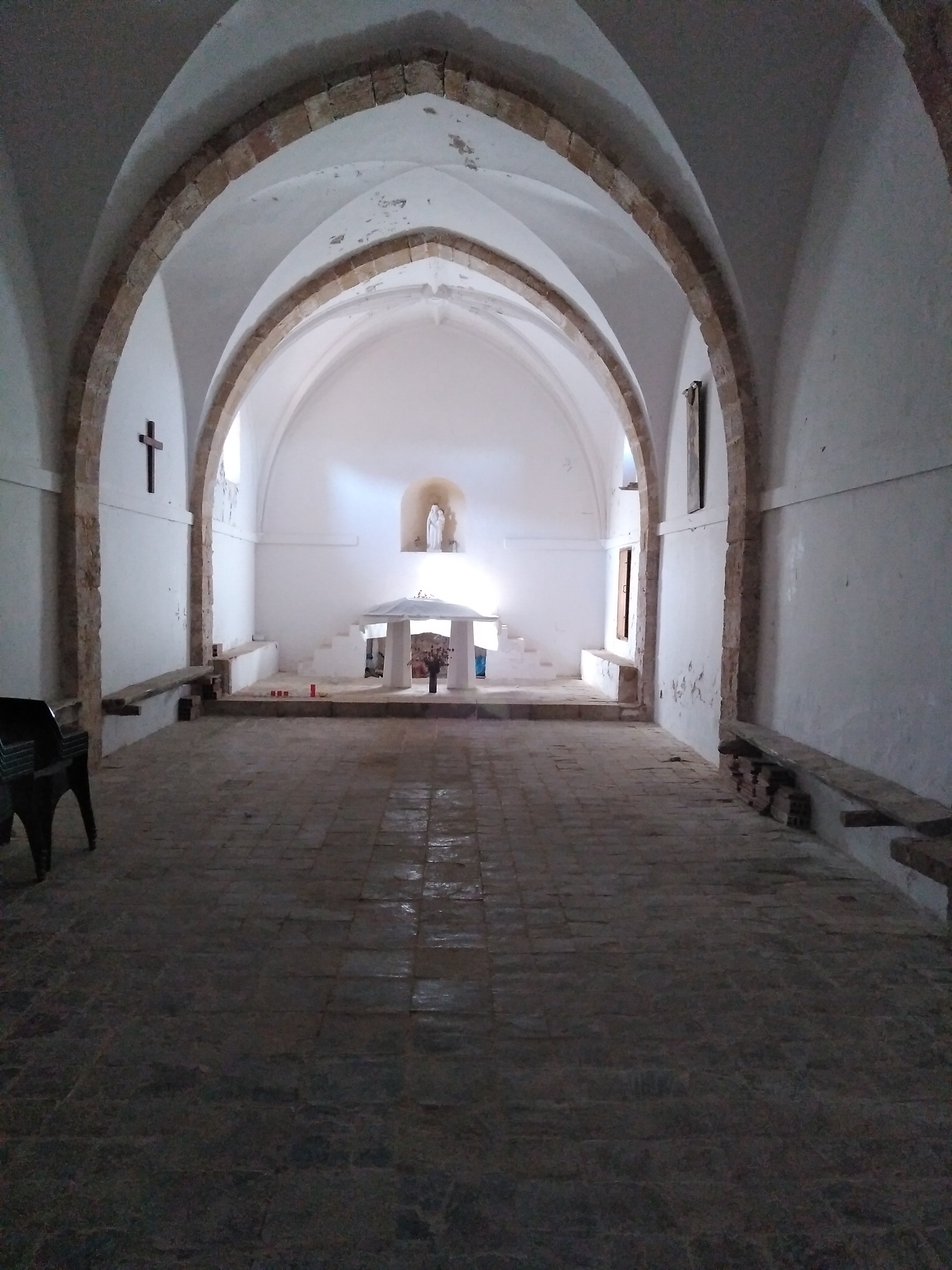
Interior de l'ermita

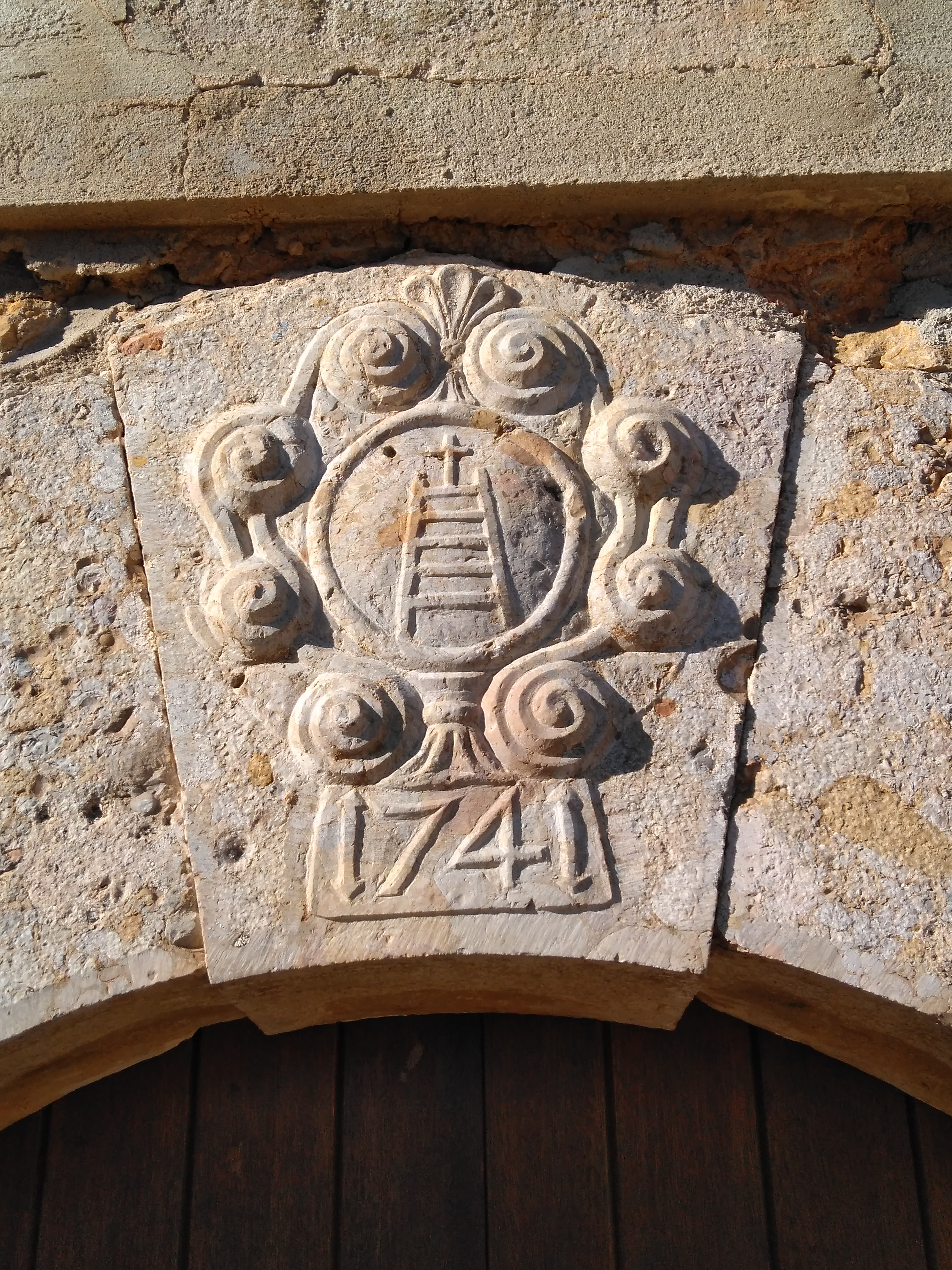
Dovella central de la portalada de l'ermita

Santa Maria de Montsant, o la Mare de Déu de Montsant, és una ermita del municipi de la Morera de Montsant (Priorat) inclosa en l'Inventari del Patrimoni Arquitectònic Català. Es troba a 1035 m d'altitud, a dalt de la carena de la Serra del Montsant, en el seu vessant nord, a prop de la localitat d'Albarca (poble del terme municipal de Cornudella de Montsant), dins el terme de la Morera de Montsant i just al límit municipal amb Cornudella de Montsant. De les moltes ermites existents al macís del Montsant, és la que es troba a més alçada, concretament a 1.025 metres, molt a prop de la Roca Corbatera, el cim màxim del Montsant, i a l'inici del barranc dels Pèlags.

## Descripció
Construït amb paredat i carreus als angles i arcs. Es tracta d'una sola nau de planta rectangular amb volta d'aresta, amb coberta a dues aigües sostinguda per arcs apuntats i una volta de creueria octopartida a la capçalera. La portalada és als peus, a la façana principal, amb un arc de mig punt adovellat i l'escut d'Escaladei amb la data de 1741 a la clau. Damunt la porta es pot veure una fornícula molt poc conservada. Corona aquesta façana principal una espadanya d'un sol cos feta amb carreu. A l'interior es poden observar arcades ressaltades amb el paviment enrajolat i el presbiteri realçat respecte del conjunt.

## Història

### Edat mitjana
Té el seu origen en les construccions eremítiques del segle xii. En temps medievals va comptar amb una important devoció per part de les poblacions de la rodalia: Albarca, Cornudella de Montsant, la Morera de Montsant i Ulldemolins, principalment. Antigament hi tenien lloc romiatges i aplecs en diversos moments de l'any. També es coneixen nombroses processons de pregàries en demanda de pluja o d'altres favors celestials.
L'ermita s'aixecà en el territori cedit el 1161 per Albert de Castellvell, d'acord amb Alfons I, a Pere del Montsant i els seus, per dedicar-se a Déu i bastir-hi un monestir; l'intent no reeixí. Hi ha constància que el 1176 va residir per poc temps un grup d'eremites procedents de Cérvoles.
El 1210, l'Arquebisbe Ramon de Rocabertí cedí el lloc al matrimoni lleidatà de Pere i Guillema Balb, que hi van establir una comunitat cistercenca femenina que l'any 1215 es va traslladar a Bonrepòs, dirigit per Guilleuma. A continuació va prendre la direcció la seva filla Anglesola, la primera abadessa, que el 1215 es va traslladar a Bonrepòs, deixant l'ermita com a residència d'eremites.

### Edat moderna
Amb el pas del temps, el santuari va anar perdent importància. La causa d'aquest fet pot trobar-se en el paper del santuari com a instrument per refermar el domini del territori per part de la Cartoixa d'Escaladei, a la qual va pertànyer des del segle xv. Santa Maria de Montsant, que havia estat propietat del monestir cistercenc de Bonrepòs, va passar en aquest moment als cartoixans. Cap al 1450 es construeix un nou edifici, l'actual, prop del cingle que assenyala el límit del terme d'Escaladei –en l'actualitat, de la Morera de Montsant– amb el d'Ulldemolins. Prop de l'ermita es poden observar encara les runes del que se suposa que fou la primitiva capella o eremitori. És en aquest moment quan apareix una imatge de la Mare de Déu que, segons la llegenda, va ser trobada per un bou, com diuen els goigs antics.
El 1557, 1689, 1691 i 1717 s'hi feren importants rogatives contra la secada o la pesta. El 1741 sembla que es refeu, en part, l'edifici; d'aquesta data és el gravat de l'escut d'Escaladei, que així en reafirmava la propietat.
El 1810 els francesos hi van calar foc. El 1835 restà abandonada i en ruïnes. La imatge titular es traslladà a Albarca, mentre que el Santuari es transformà en corral. A la fi del segle xix la capella fou restaurada per Ramona Ballester, de Cornudella, però la imatge es guardava encara a Albarca el 1914.

### Edat contemporània
Prop de l'ermita es troben també les runes de la casa dels ermitans amb què l'ermita va comptar fins ben entrat el segle xx i on cada dilluns de Pasqua s'hi feia una romeria. Al segle xix, amb la desamortització dels béns de la Cartoixa, el santuari va ser abandonat i esdevingué un corral de bestiar. La imatge de la Mare de Déu, gòtica, va ser baixada a la parròquia d'Albarca. L'any 1909 va ser recuperada per al culte com a ermita adscrita a la parròquia d'aquesta població. Aquesta imatge va ser destruïda el 1936, quan el temple fou de nou malmès.
A l'ermita hi han tingut lloc tradicionalment dues festes: una a la primavera i l'altra a l'estiu. Albarca compta amb una de les poques tradicions locals sobre sant Jordi anteriors a l'actual diada del llibre i la rosa: una festa votada, anterior al segle xviii, per demanar la protecció del sant contra les picades dels escurçons i els escorpins. A començaments de segle xx, els joves d'Albarca hi pujaven tot disparant trets amb les seves escopetes en senyal de festa. A finals de la dècada del 2010 s'hi diu missa el mateix dia 23 d'abril, el dia de Sant Jordi, dia en què els veïns d'Albarca hi celebren un aplec. La imatge d'una Mare de Déu trobada ha estat sempre objecte de molt de culte a tota la comarca.
L'aplec de la Mare de Déu té lloc el 17 d'agost, tercer dia de la festa major d'Albarca, dia en què també acudeixen al santuari gent de les poblacions veïnes com ara Cornudella, la Morera i Ulldemolins. S'hi fa missa, que acaba amb el cant dels goigs tradicionals a la Mare de Déu, i, tot seguit, hi ha un dinar de germanor.
Des de l'any 1991 l'Agrupament Escolta i Guia MontsantCim, de Reus, hi col·loca anualment un pessebre -pujat a peu des de Reus- a la punta de la roca que hi ha just al darrere de l'ermita, on nombrosos excursionistes hi deixen una nota escrita a la llibreta de visites. L'activitat aplega més d'un centenar de persones el diumenge abans de Nadal.